# Kössen
Kössen (im bairischen und tirolerischen Ortsdialekt: Kessn) ist eine Gemeinde mit 4602 Einwohnern (Stand 1. Jänner 2025) im Leukental im Bezirk Kitzbühel in Tirol (Österreich) und der gleichnamige Hauptort. Die Gemeinde liegt im Gerichtsbezirk Kitzbühel. Kössen bildet gemeinsam mit den Orten Walchsee, Schwendt und Rettenschöss die Tourismusregion Kaiserwinkl.

## Geografie
Die Gemeinde liegt im nördlichen Leukental in der Region Kaiserwinkl in einem weiten Kessel zwischen den Chiemgauer Alpen im Norden und dem Kaisergebirge im Süden, am Zusammenfluss der Großache, des Kohlenbachs und des Weißenbachs. Nach Norden hin wird dieser Kessel durch die Talenge der Entenlochklamm („Antenloch“) abgeschlossen. Durch die Schlucht führt über die Wallfahrtskirche Klobenstein ein alter Schmugglerpfad nach Schleching. Bedingt durch seine Lage an der Großache, die ein großes Einzugsgebiet aufweist, und dem daran schließenden Schluchtabschnitt wurde Kössen mehrere Male Opfer großer Überschwemmungen, zuletzt 2013. In der Geologie ist der Ort namensgebend für die Kössen-Formation.

### Gemeindegliederung
Die Gemeinde setzt sich aus verschiedenen Weilern und Höfen zusammen.
Die nördliche und östliche Gemeindegrenze bildet zugleich die Grenze zu Bayern.
Die Ortsteile nennen sich Achenweg, Alleestraße, Am See, Außerkapelle, Bichlach, Blaik, Durchen, Dorf, Erlau, Erlengrund, Fritzing, Gundharting, Hütte, Hüttfeldstraße, Kranebittau, Kaltenbach, Klobensteinerstraße, Kranzach, Loferberg, Leitwang, Lendgasse, Moosen, Mooslenz, Moserbergweg, Mühlbachweg, Mühlberg, Niederachen, Oberbichlach, Ried, Schinterwinkl, Schwabenfeld, Schwandorf, Staffen, Steinbruchweg, Thurnbichl, Waidach, Wiesenweg.

### Nachbargemeinden
Nachbargemeinden sind (alphabetisch):
| Schleching    | Unterwössen                                 | Reit im Winkl |
| Walchsee (KU) | Kompassrose, die auf Nachbargemeinden zeigt | Waidring      |
| Schwendt      | Kirchdorf in Tirol                          |               |

### Klima
Kössen liegt in der schneereichsten Region Tirols. Für seine Höhenlage von rund 600 m ü. A. fällt hier am meisten Schnee in den ganzen Alpen. Die Durchschnittstemperaturen liegen hier im Januar bei −3,3 °C, und im Juli bei 15,9 °C. Die jährliche Niederschlagsmenge liegt bei 1718 mm. Da es im Winter sehr kalt ist und es viel Niederschlag gibt, sind Schneehöhen bis 1,50 m möglich.
| Monatliche Durchschnittstemperaturen und -niederschläge für Kössen (600 m) \| \| Jan \| Feb \| Mär \| Apr \| Mai \| Jun \| Jul \| Aug \| Sep \| Okt \| Nov \| Dez \| \| \| \| Temperatur (°C) \| −3,3 \| −1,7 \| 1,7 \| 5,9 \| 10,8 \| 14,0 \| 15,9 \| 15,3 \| 12,4 \| 7,6 \| 1,7 \| −2,7 \| Ø \| 6,5 \| \| Niederschlag (mm) \| 130 \| 107 \| 121 \| 128 \| 153 \| 204 \| 207 \| 193 \| 123 \| 96 \| 120 \| 136 \| Σ \| 1718 \| |      |      |     |     |      |      |      |      |      |     |     |      |   |      |
| | Jan  | Feb  | Mär | Apr | Mai  | Jun  | Jul  | Aug  | Sep  | Okt | Nov | Dez  |   |      |
| Temperatur (°C) | −3,3 | −1,7 | 1,7 | 5,9 | 10,8 | 14,0 | 15,9 | 15,3 | 12,4 | 7,6 | 1,7 | −2,7 | Ø | 6,5  |
| Niederschlag (mm) | 130  | 107  | 121 | 128 | 153  | 204  | 207  | 193  | 123  | 96  | 120 | 136  | Σ | 1718 |

Jahrhunderthochwasser 2013

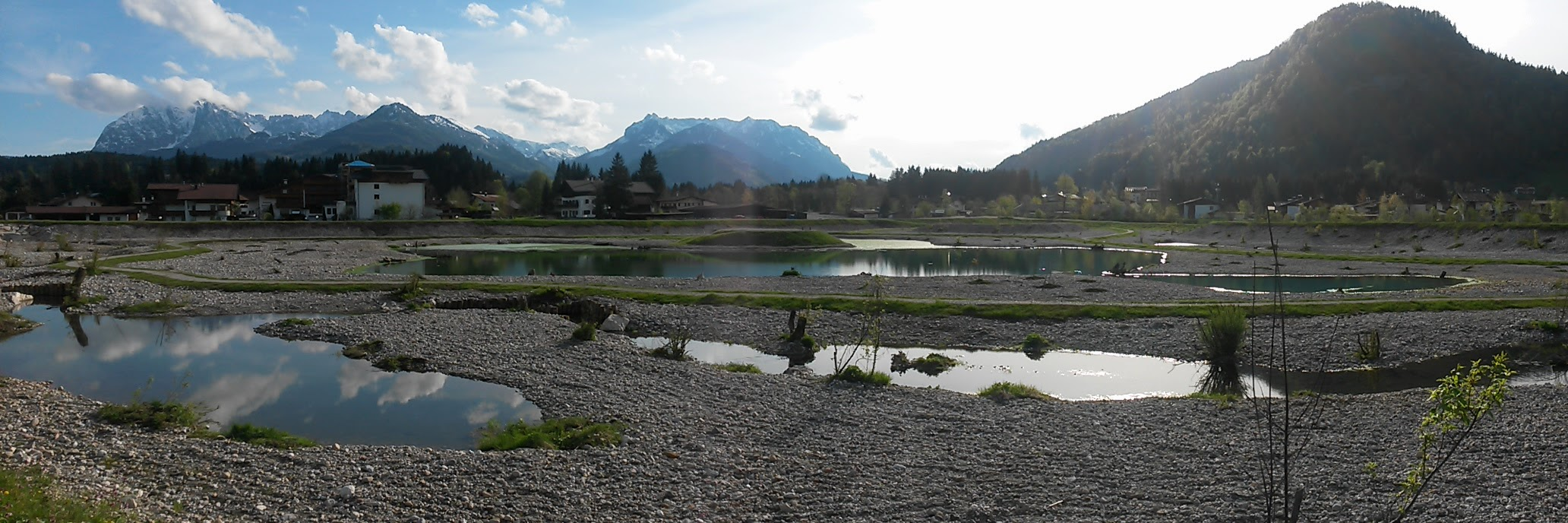
Das 2015 fertiggestellte Rückhaltebecken soll Kössen vor zukünftigen Überschwemmungen schützen.

Nach tagelangen Regenfällen kam es Ende Mai und Anfang Juni 2013 zu einem massiven Hochwasser in weiten Teilen Österreichs, von denen auch das Tiroler Unterland betroffen war. Vor allem die Gemeinde Kössen im unteren Leukental des Bezirkes Kitzbühel traf es besonders schwer.
Die Großache trat in der Nacht von Samstag auf Sonntag, 1. auf 2. Juni über die Ufer und verursachte eine enorme Verwüstung. Bis in das Dorfzentrum drang Wasser vor, wo zahlreiche Keller ausgepumpt werden mussten. Noch erheblicher wurde der Ortsteil Erlau in Mitleidenschaft gezogen. Hier standen hunderte Häuser bis zu eineinhalb Meter unter Wasser. Insgesamt mussten 300 Menschen evakuiert werden, 80 davon sogar mit Hubschrauber und Booten. Das Stromnetz sowie sämtliche Telefonverbindungen waren bis Montagvormittag, 3. Juni unterbrochen. Hunderte Einsatzkräfte der Feuerwehr sowie weitere freiwillige Helfer arbeiteten im Dauereinsatz um noch schlimmere Schäden zu verhindern. Eine erhebliche Kontaminierung der Grundstücke und Gebäude in Kössen-Erlau trat durch hunderte geplatzte Öltanks ein. Mit der Feuchtigkeit setzten sich große Mengen Heizölreste in den Wänden und Böden fest. Der beißende Ölgestank lag noch tagelang in der Luft und drang auch bis in die 5 Kilometer entfernte Nachbargemeinde Schleching.
Bei weitem wurde der Rekordpegelstand des Hochwassers im Jahre 2002 überschritten. Am 2. Juni zu Mittag erreichte die Ache einen Höchststand von 357 cm.
Seit Jahrhunderten ist der Kössener Talboden als Überschwemmungsgebiet bekannt. Schon vor über hundert Jahren wurden die Bebauung und die mangelhafte Durchführung von Reparatur- und Sicherungsarbeiten für die enormen Schäden verantwortlich gemacht.

## Geschichte

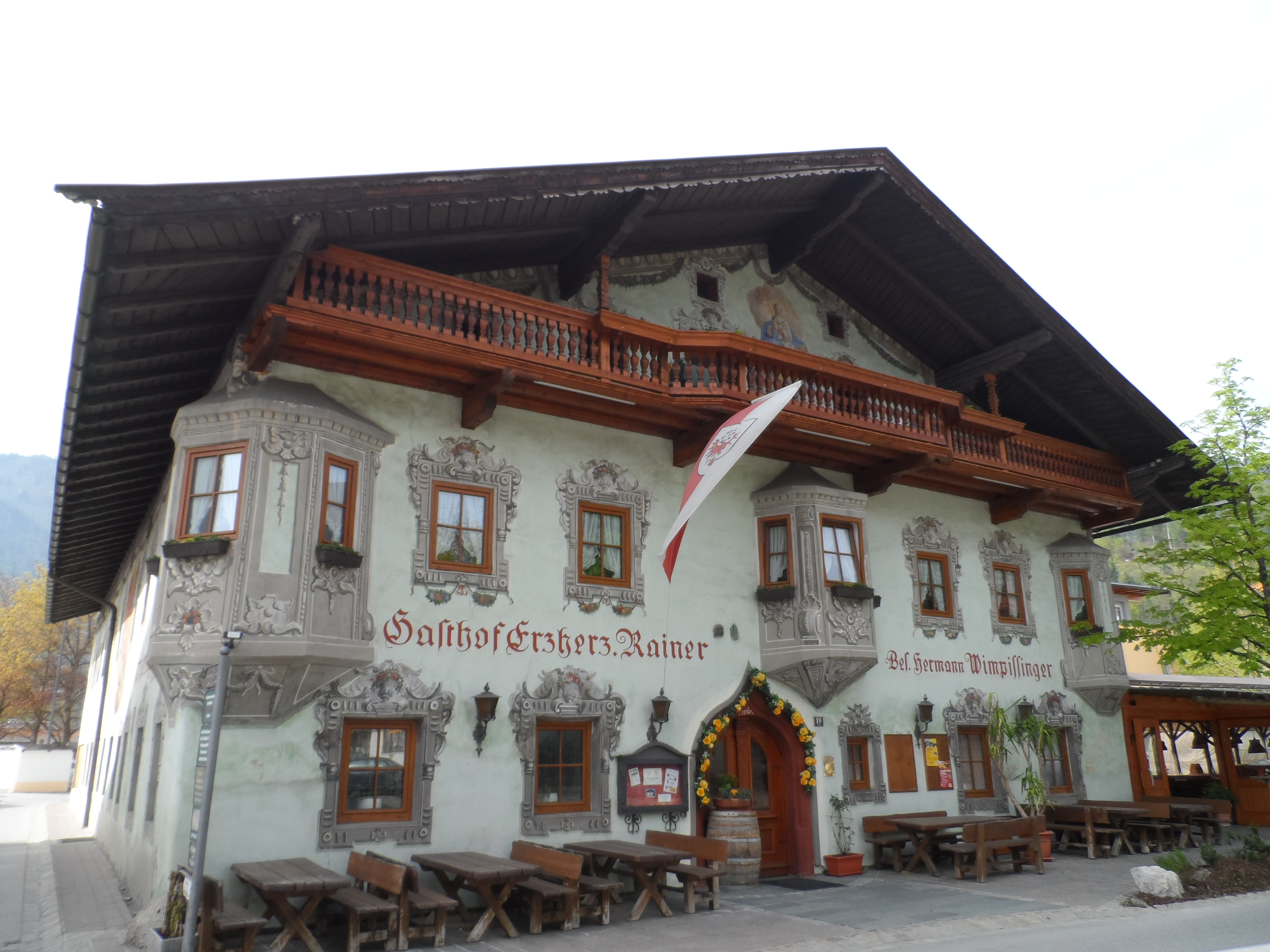
Gasthof Erzherzog Rainer

Der Ort ist seit etwa 5000 Jahren besiedelt und seitdem ein Handelszentrum. Über den Talpass Klobenstein, der sich im Norden des Dorfes befindet, bildete sich eine wichtige Route zwischen den umliegenden Orten von Kössen und dem bayerischen Aschau. Der Fund einer Lappenaxt aus der Bronzezeit belegt die frühe Nutzung dieses Weges. In einer Traditionsnotiz von Kloster Herrenchiemsee aus den Jahren 1180–1188 wird der Name Kössen, der sich vom Wort „kezzin“ ableitet und so viel wie ‚Kessel‘ bedeutet, erstmals urkundlich als „Chessen“ erwähnt. Kirchengeschichtliche Ursprünge der Gemeinde liegen bereits im 8. Jahrhundert. Ab dem 10. Jahrhundert gehörten etwa 144 Höfe im heutigen Gemeindegebiet dem Kloster Frauenchiemsee.
Dank der Passstraße, die entlang der Ortshäuser führte, wurden auch bald Gasthäuser errichtet. Der im Jahre 1587 im gotischen Stil errichtete „Gasthof Erzherzog Rainer“ besteht heute noch.
Bedeutend war auch der Erzabbau in vielen Regionen Tirols. In Kössen wurde Blei und Eisen geschürft. 1549 gründete man den „Kössentaler Berg- und Schmelzwerkshandel“, der sich auf die Verarbeitung von Erzen spezialisierte. Weiters wurde eine Hütte im Kössener Ortsteil „Hütte“ betrieben. Diese Eisenhütte war bis ins 19. Jahrhundert aktiv. Nebenbei fertigte man auch industriellen Draht, jedoch wurde die Produktion um 1880 eingestellt. Somit wurde Kössen wieder zur reinen Agrargemeinde.
Nach dem Zweiten Weltkrieg entwickelte sich hauptsächlich der Tourismus, der heute eine der wichtigsten Einnahmequellen ist. Besondere Bedeutung erhielt Kössen als Pionierstätte des Hängegleiters mit der Durchführung der 1. Weltmeisterschaft im Alpinen Drachenflug (1975) und 1989 mit der 1. Weltmeisterschaft im Paragleiten. Auch die 1. österreichische Zivilluftfahrerschule für Hängegleiter wurde 1976 hier behördlich zugelassen.

### Bevölkerungsentwicklung
EinwohnerJahr150020002500300035004000450050001860189019201950198020102040EinwohnerEinwohnerentwicklung von Kössen

## Kultur und Sehenswürdigkeiten

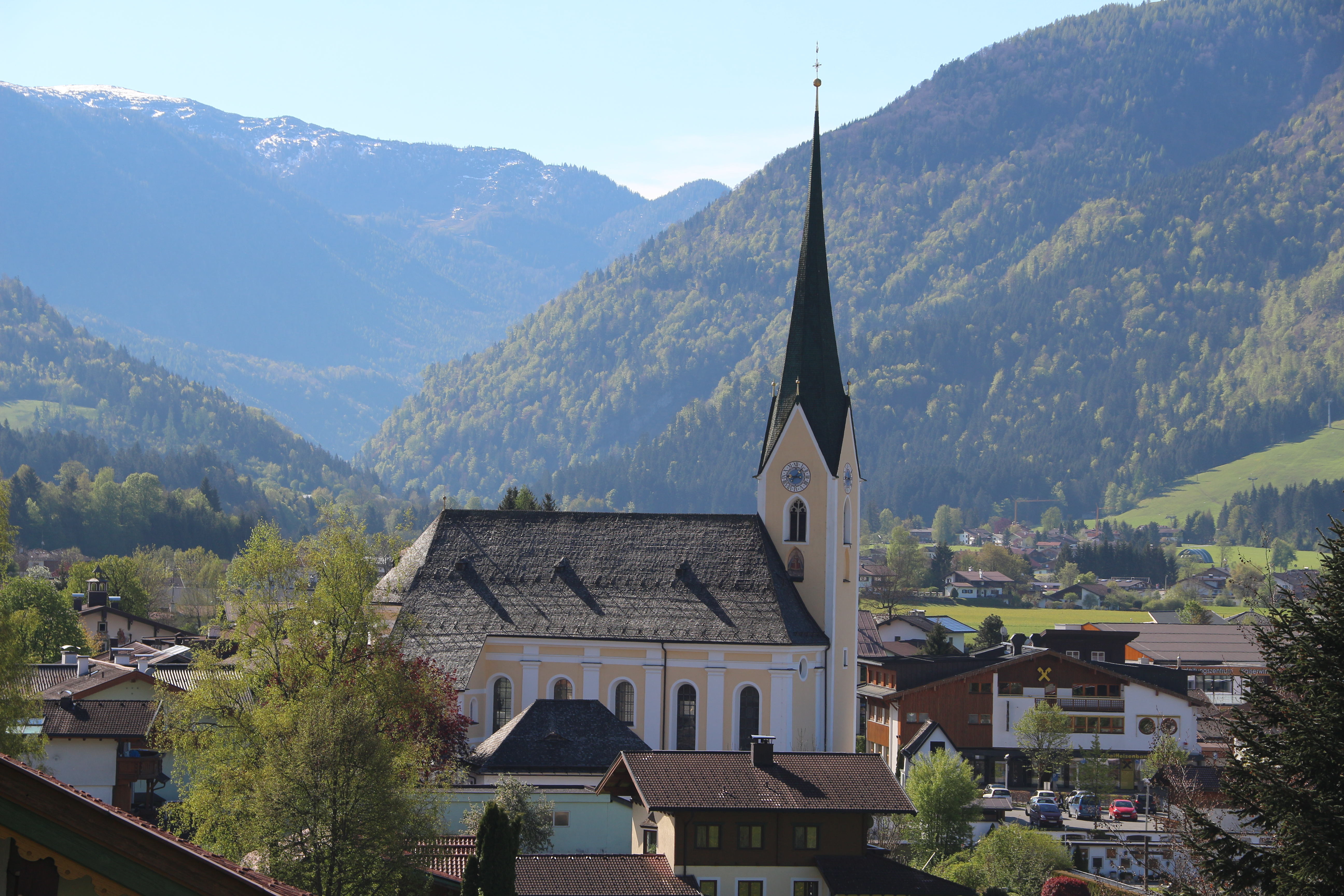
Pfarrkirche Kössen

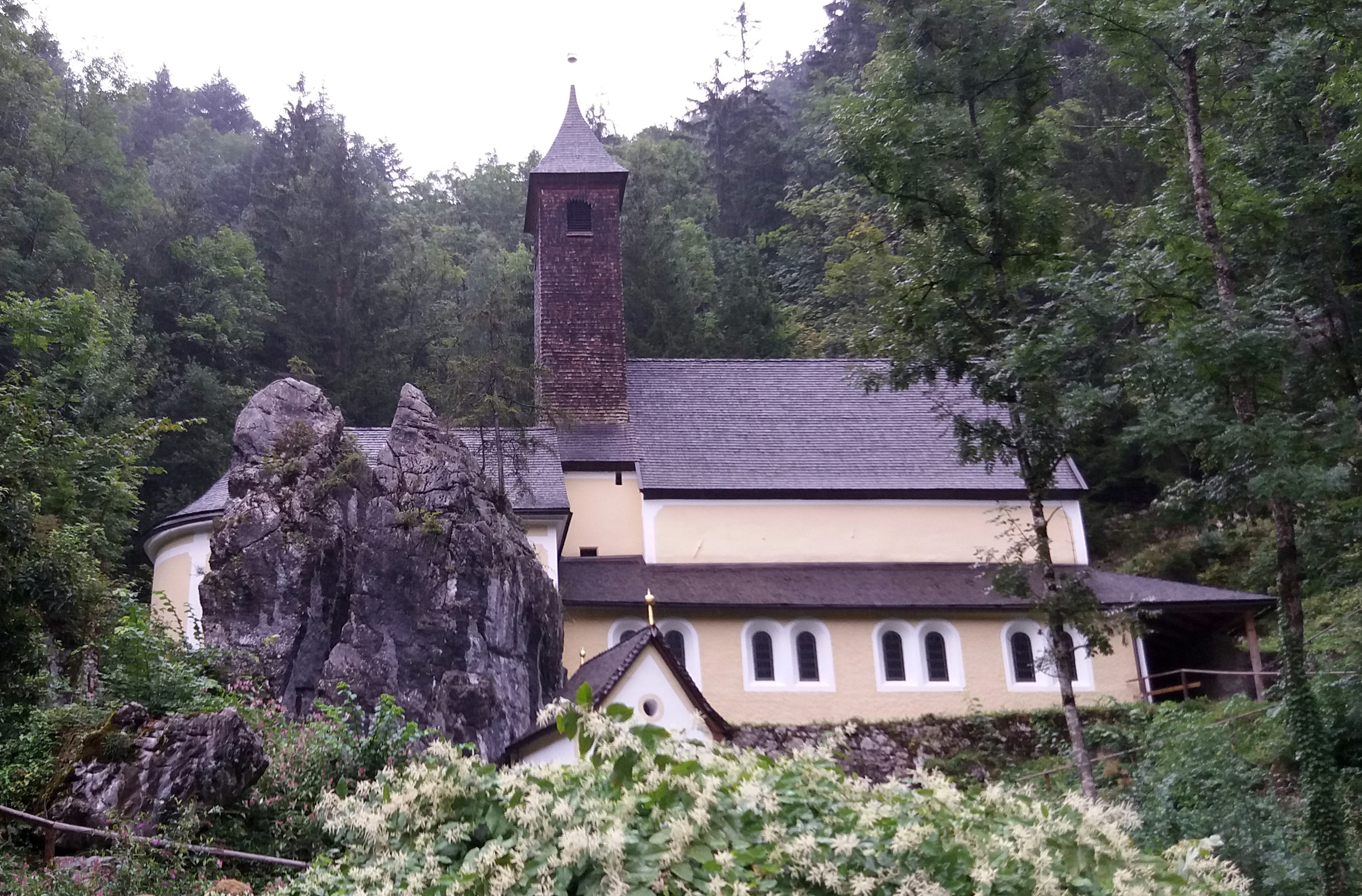
Maria Klobenstein mit dem namensgebenden „geklobenen“ (d. h. gespaltenen) Stein

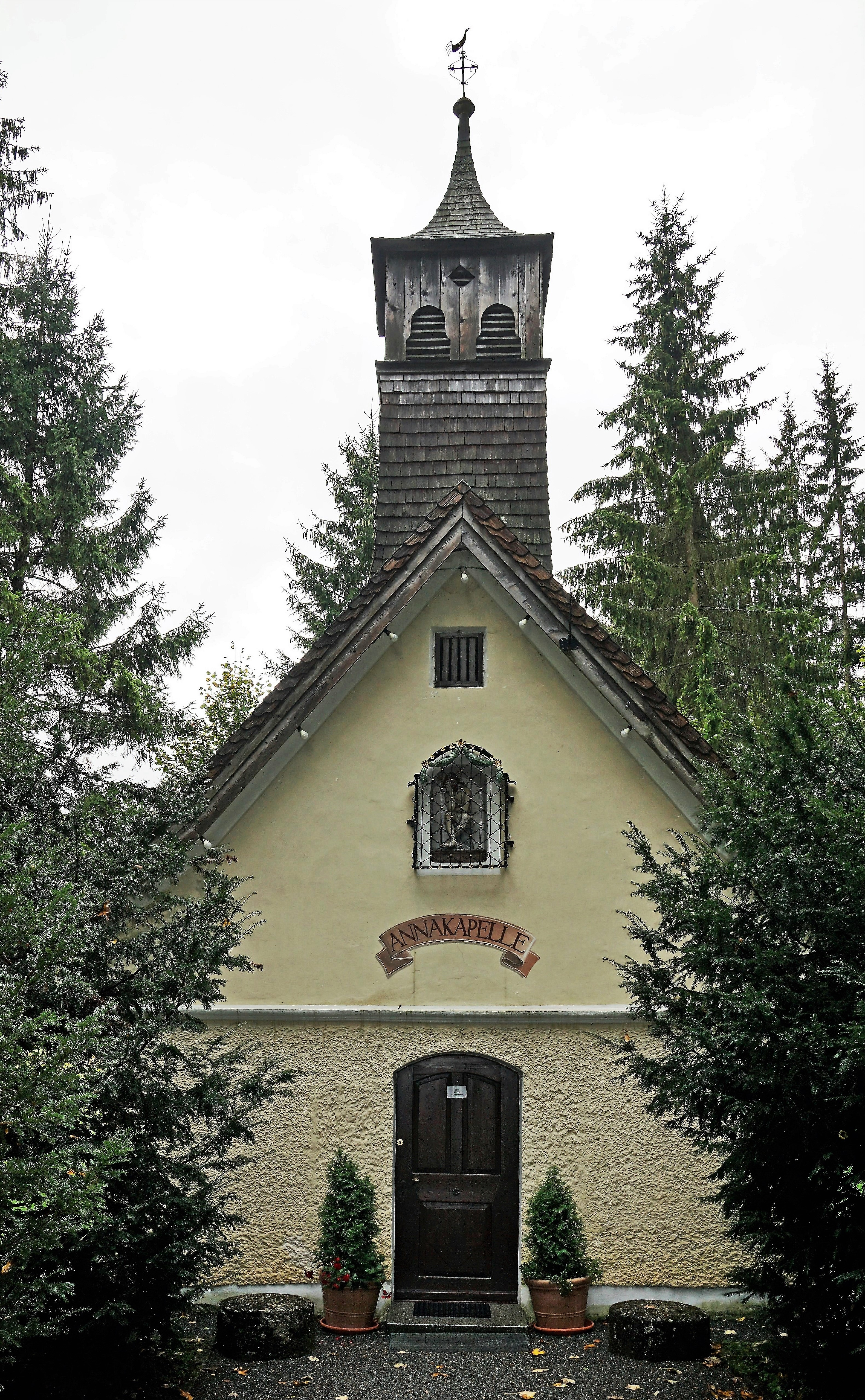
Annakapelle

- Katholische Pfarrkirche Kössen Hll. Peter und Paul
- Katholische Wallfahrtskapellenanlage Maria Klobenstein
- Annakapelle im Weiler Außerkapelle, erbaut 1725

## Wirtschaft und Infrastruktur

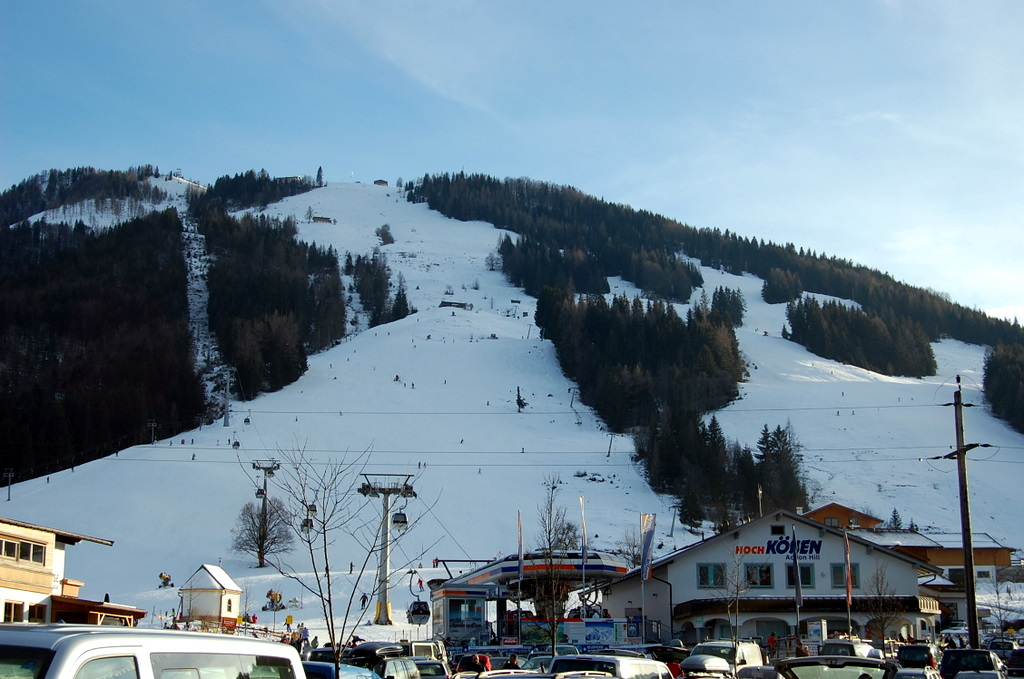
Talstation des Unterberghorns im Winter

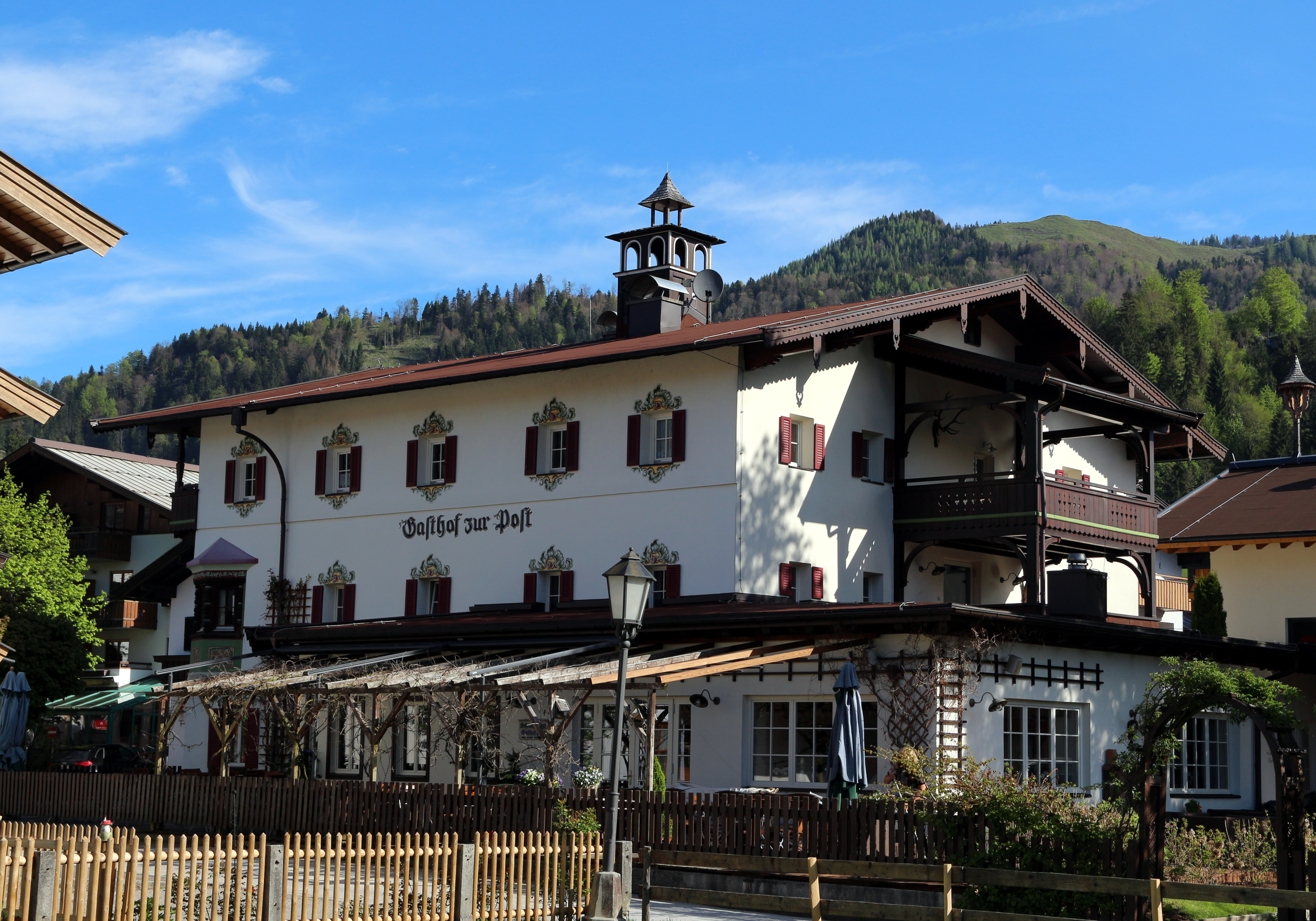
Gasthof zur Post im Ortszentrum von Kössen

Kössen ist die größte Ortschaft der 4 Orte der Ferienregion Kaiserwinkl. Der Verband wird von Obmann Gerd Erharter geführt. Der Tourismus im Sommer dominiert mit seinen 200 km markierten Wanderwegen und 180 km Radwegen. Zudem handelt es sich beim Kaiserwinkl um eine der größten Golfregionen Österreichs. Im Winter ist der Kaiserwinkl eines der Langlaufzentren Tirols und besitzt das Loipengütesiegel des Landes. Das Loipennetz von gesamt 240,50 km hat einen hohen Standard an Präparierung, Orientierung, Markierung sowie Gefahrenstellenabsicherung. Der Kaiserwinkl ist zudem Mitglied der „Tiroler Langlaufspezialisten“.

### Fremdenverkehr
Kössen ist wirtschaftlich vom Tourismus dominiert und besonders bei Gleitschirm- und Drachenfliegern bekannt.
Kössen erreicht durch seinen Hausberg, dem Unterberghorn, immer mehr den Status eines Wintersport- und Wandergebietes. Auch das Fellhorn befindet sich teilweise auf dem Gemeindegebiet. Dieses ist auch Mit-Namensgeber für das Landschaftsschutzgebiet Hefferthorn-Fellhorn-Sonnenberg, welches zu einem großen Teil auf Kössener Gemeindegebiet liegt. Es erstreckt sich vom Hefferthorn, dem Nebengipfel des Unterbergs im Westen über das Hagertal bis an die Grenze zu Bayern und das Salzburger Land im Osten.
Die Gästenächtigungen zeigen die Tourismusorientierung des Ortes:
| Jahr | Übernachtungen | Jahr | Übernachtungen | Jahr | Übernachtungen |
| ---- | -------------- | ---- | -------------- | ---- | -------------- |
| 1999 | 580.000        | 2009 | 533.882        | 2019 | 585.724        |
| 2000 | 539.000        | 2010 | 510.804        | 2020 | 405.584        |
| 2001 | 544.800        | 2011 | 507.464        | 2021 | 351.927        |
| 2002 | 592.800        | 2012 | 506.552        | 2022 | 531.151        |
| 2003 | 607.600        | 2013 | 479.924        |      |                |
| 2004 | 589.651        | 2014 | 486.733        |      |                |
| 2005 | 581.671        | 2015 | 490.844        |      |                |
| 2006 | 561.492        | 2016 | 508.580        |      |                |
| 2007 | 530.775        | 2017 | 521.579        |      |                |
| 2008 | 539.479        | 2018 | 537.257        |      |                |

### Verkehr
Heute wie damals ist die Gemeinde ein wichtiger Knotenpunkt bedingt durch seine Lage zwischen Kitzbühel und Rosenheim bzw. Kufstein und Traunstein. Wichtige Straßen sind die Walchseestraße (B172) und die Kössener Straße (B176). Beide Straßen sind für den Fremdenverkehr von großer Bedeutung.

#### Eisenbahn
Kössen hätte um die Jahrhundertwende an eine bis Reit im Winkl projektierte Lokalbahn von Kufstein über Ebbs und Walchsee angebunden werden sollen. Der östliche Anschluss, die Waldbahn von Reit im Winkl bis Ruhpolding wurde tatsächlich später gebaut aber nur von 1923 bis 1931 betrieben. Später wurden in diesem Bereich Teile der Deutschen Alpenstraße realisiert. Im Oktober 1904 wurde das Projekt einer von Kufstein nach Kössen führenden normalspurigen Lokalbahn mit Rücksicht auf die dem Vorhaben entgegenstehenden Bedenken und Schwierigkeiten zurückgezogen und an dessen Stelle der Bau einer Kössen mit St. Johann in Tirol verbindenden schmalspurigen Lokalbahn angestrebt. Das Projekt wurde aufgrund des Ersten Weltkrieges nicht umgesetzt.

#### Öffentlicher Verkehr
Der Ort ist mit VVT-Busse der Ledermair Verkehrsbetriebe und Postbus AG, und mit Busse des Regionalverkehrs Oberbayern an den öffentlichen Verkehr angebunden. Folgende Linien halten in Kössen:
- 4000: (Reit i. W. –) Kössen – Schwendt – Kirchdorf i. T. – St. Johann i. T. (– Oberndorf i. T. – Kitzbühel)

- 4030: Kufstein – Ebbs – Niederndorf – Rettenschöss – Walchsee – Kössen
- 730N (Nightliner am Wochenende): Kufstein – Ebbs – Niederndorf – Erl – Niederndorf – Rettenschöss – Walchsee – Kössen[9]
- 9509: Reit i. W. – Kössen – Schleching – Marquartstein – Übersee (– Grabenstätt – Traunstein)[10]

Haltestellen in Kössen sind: Kranzach, Kranzacherbrücke, Bichlach, Außerkapelle, Waidachstube, Waidach, Landbrücke/Kreisverkehr, Veranstaltungszentrum Kaiserwinkl, Hüttwirt, Neuwirtsbrücke, Kaltenbach, Abzw Peternhof, Loferberg, Unterberghorn Talstation, Schwimmbad und Klobenstein. Veranstaltungszentrum Kaiserwinkl ist hierbei die wichtigste Station durch ihre zentrale Lage.

## Politik

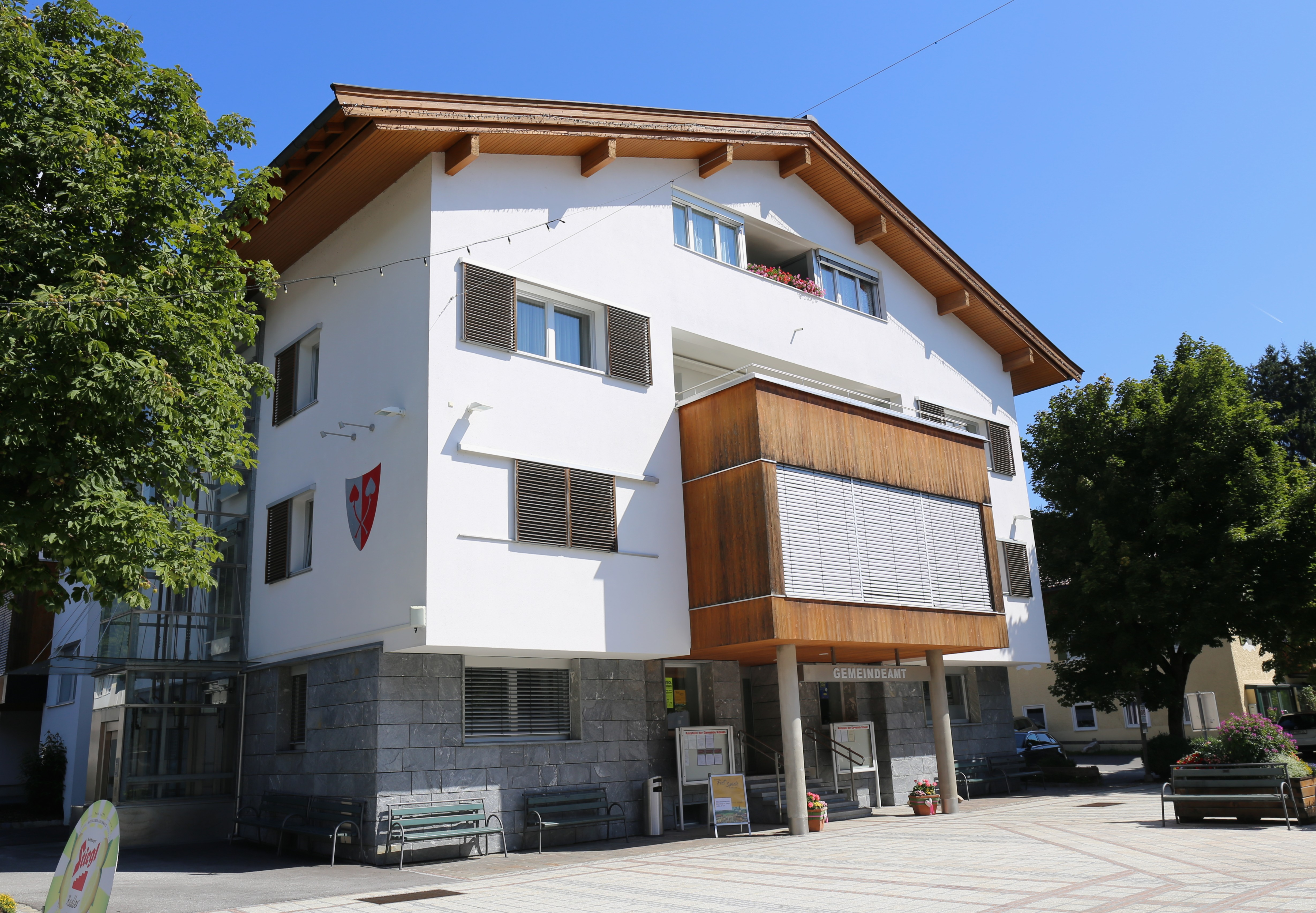
Gemeindeamt

### Gemeinderat
Die Gemeinderat hat insgesamt 17 Mitglieder.
- Mit den Gemeinderats- und Bürgermeisterwahlen in Tirol 1998 hatte der Gemeinderat folgende Verteilung: 4 AAB–Fortschrittliche Arbeitnehmerliste, 4 WFA–Wir für Alle-Wirtschaft und Tourismus, 3 FPÖ, 2 KBB–Kössner Bauern- und Bürgerliste und 2 AKL–Allgemeine Kössner Liste.[11] (15 Mitglieder)
- Mit den Gemeinderats- und Bürgermeisterwahlen in Tirol 2004 hatte der Gemeinderat folgende Verteilung: 5 WFA–Wir für Alle-Wirtschaft und Arbeit, 4 AAB–Fortschrittliche Arbeitnehmerliste, 3 ELFA–Eine Liste für Alle, 2 Miteinander für Kössen – Bauernliste und 1 FPÖ.[12] (15 Mitglieder)
- Mit den Gemeinderats- und Bürgermeisterwahlen in Tirol 2010 hatte der Gemeinderat folgende Verteilung: Bürgermeisterliste Stefan Mühlberger, Team Zukunft Kössen – Josef Hechenbichler, Wir für Alle – Wirtschaft und Arbeit, Eine Liste für Alle Michael Schwentner, Jung, dynamisch trifft … bewährtes, die neue Kössner Bauernliste und FPÖ und parteifreie Kössener.[13]
- Mit den Gemeinderats- und Bürgermeisterwahlen in Tirol 2016 hatte der Gemeinderat folgende Verteilung: 7 BVS–Bürgermeisterliste Vinzenz Schlechter, 5 WFA–Wir für alle-ein Herz für Kössen, 3 BP–Bauern Power, 1 FPÖ und 1 BLK–Parteifreie Bürgerliste Kössen.[14]
- Mit den Gemeinderats- und Bürgermeisterwahlen in Tirol 2022 hat der Gemeinderat folgende Verteilung: 6 Wir für alle Bürgermeisterliste Reinhold Flörl (WFA), 5 Marissa Dünser – Gemeinsam für Kössen (GEFKÖ), 3 Bauern Power (BAUERN), 2 Menschen Freiheit Grundrechte (MFG) und 1 Die Grünen und Unabhängigen (GRÜNE).[15]

### Bürgermeister
- 1980–1989 Fritz Astl (ÖVP)
- 1989–1998 Josef Hechenbichler (ÖVP)
- 1998–2015 Stefan Mühlberger (Fortschrittliche ArbeiterInnen- und Bürgermeisterliste AAB Kössen)
- 2015–2017 Vinzenz Schlechter (Team Zukunft Kössen – Josef Hechenbichler)
- seit 2017 Reinhold Flörl (ÖVP)[16][15]

### Wappen
Das Gemeindewappen wurde Kössen 1957 verliehen: Ein von Silber und Rot gespaltener Schild mit zwei gekreuzten und gestielten Seeblättern in verwechselten Farben.
Die Seeblätter stammen aus dem Wappen des Benediktinerinnenklosters Frauenchiemsee, das große Besitzungen in Kössen hatte.

## Persönlichkeiten

### Söhne und Töchter der Gemeinde
- Matthias Wißhofer (1752–1819), Dechant, Freiheitskämpfer, Universalgelehrter und Erfinder
- Benedict Peuger (1755–1832), Geistlicher und Schriftsteller
- Matthäus Hörfarter (1817–1896), Theologe
- Johanna Fürstauer (1931–2018), Schriftstellerin
- Fritz Astl (1944–2000), Hauptschuldirektor und Politiker
- Josef Hechenbichler (* 1945), Politiker (ÖVP)

### Personen mit Bezug zur Gemeinde
- Stephanie Obermoser (* 1988), Sportschützin
- Evi Sachenbacher-Stehle (* 1980), Biathletin
- Peter Schröcksnadel (* 1941), Präsident der Österreichischen Skiverbandes